# BBTチャンネル8
『プライムニュース BBTチャンネル8』（プライムニュース ビービーティーチャンネルエイト、通称：チャンネル8）は、富山テレビで2015年3月30日から2019年3月30日まで生放送されていた夕方ワイド番組である。全国ニュース『プライムニュース イブニング』を内包している。2018年3月30日までのタイトルは『みんなのニュース BBTチャンネル8』で『みんなのニュース』を内包していた。

## 概要
キー局・フジテレビで2015年3月30日より『みんなのニュース』が放送開始されることに伴い、『BBTスーパーニュース チャンネル8』の後継番組として放送開始。
2018年3月30日をもって『みんなのニュース』が終了し、同年4月2日より『プライムニュース イブニング』が放送開始されることに伴い、土曜版共々『プライムニュース BBTチャンネル8』に改題された。
2019年3月29日をもって『プライムニュース イブニング』が終了し、同年4月1日より『Live News it!』が放送開始されることに伴い、当番組は2019年3月30日に放送終了。後番組は『ライブBBT』。

## 放送時間
| 期間      | 期間      | 平日                   | 平日                  | 平日                  | 土曜日                                 |
| 期間      | 期間      | 放送時間（JST）        | ローカル枠            | ローカル枠            | 放送時間（JST）                        |
| --------- | --------- | ---------------------- | --------------------- | --------------------- | -------------------------------------- |
| 2015.3.30 | 2016.4.1  | 16:30 - 18:55（145分） | 16:30 - 17:00（30分） | 18:15 - 18:55（40分） | （『FNN BBT みんなのニュース』を放送） |
| 2016.4.4  | 2018.3.30 | 16:30 - 18:55（145分） | 16:30 - 16:50（20分） | 18:14 - 18:55（41分） | （『FNN BBT みんなのニュース』を放送） |
| 2018.4.2  | 2019.3.30 | 16:30 - 18:55（145分） | 16:30 - 16:50（20分） | 18:14 - 18:55（41分） | 17:30 - 18:00（30分）                  |

## 現在の出演者
※平日版番組終了時点。
メインキャスター
- 吉村尚郎（BBTアナウンサー）
- 深津麻弓（BBTアナウンサー）

スポーツキャスター
- 風間真美子（当時BBTアナウンサー）

フィールドキャスター
- 伊藤恵祐（BBTアナウンサー）

天気キャスター
- 木地智美（気象予報士）

ぶらっ歩とやま
- 岡部里香（当時BBTアナウンサー）ほか

とやま珍スポット
- 青木栄美子（当時BBTアナウンサー）

ほか
※ 吉村、伊藤各アナは前番組だった『BBTスーパーニュース チャンネル8』から引き続き出演している。また土曜版はシフト制となっており、上記以外の各アナウンサーが担当する。

## 過去の出演者
※全員出演時点では富山テレビアナウンサー。
MC
- 林藍菜（木曜日・金曜日）
- 矢野美沙（月曜日 - 水曜日）

フィールド
- 谷藤博美

みんなの山歩き
- 青島莉子（2018年9月まで）

## 放送内容

### 平日版

#### 番組終了時点での主なコーナー
- ソラをライブ 
  - ウェザーニューズ社とのコラボによるデータ放送を活用した双方向型天気実況コーナー。ANN系列以外での放送は初めて。
- ぶらっ歩とやま
- とやま珍スポット
- チャンネル8特集
- Bスポ!
- ジオグラフィックとやま
- 追跡!野菜のお値段
- 中島流!深掘りTOYAMA

など

#### 過去の主なコーナー
- きょうのコミミ
- メダカの学校を探せ
- 木曜特報
- R65+
- みんなの山歩き

など